# SOS Croco
SOS Croco est une série télévisée d'animation française en 65 épisodes de 22 minutes, créée par Thibaut Chatel, Frank Bertrand et Jacqueline Monsigny, produite par AB Productions diffusée du 6 avril 1998 sur TF1.

## Synopsis
3 crocodiles, Johnny, Laffy et Barry, vivent et travaillent dans un garage dans le désert des Aztèques. Cependant, ils sont aussi des agents secrets pour le STAR (Service Trans-européen d'Action et de Renseignements).

## Voix
- Daniel Beretta : Johnny et voix additionnelles
- Jean-Claude Montalban :  Laffy (épisodes 1 à 6), Dr Craine et voix additionnelles.
- Guillaume Lebon : Laffy (épisodes 7 à 65)
- Benoît Allemane : Barry et voix additionnelles.
- Valérie de Vulpian : Miss Janet
- Roger Carel : Sir Mac Monk, Chertok, Sharka, Professeur Z et voix additionnelles.
- Evelyne Grandjean : Alberta, Lady Mac Monk et voix additionnelles.
- Patrick Préjean : Ted Boo
- Gérard Rinaldi : voix additionnelles

## Personnages

### Les «gentils»
- Johnny est le chef des Crocos grâce à ses talents de tacticien, son intelligence et son professionnalisme, il est charmant et gentleman . Il est aussi un très bon pilote ; c'est donc lui qui est au volant de la Crocozore, le véhicule de l'équipe. Avant d'être un Croco, il était colonel et pilote d'essai pour l'armée. Il porte un Stetson blanc et sa couleur est le bleu.

- Laffy est le plus jeune et le plus petit des Crocos. Il est le spécialiste en explosifs de l'équipe, mais est aussi un technicien en tous genres. Il est bagarreur ; il a donc souvent envie de « faire avaler leurs dents » aux méchants. Il est très complice avec Barry. Avant d'être un Croco, il était un capitaine de l'armée qui a été renvoyé pour manque de discipline. Il a les cheveux orange en bataille et sa couleur est l'orangé.

- Barry est le plus gros et le plus fort des Crocos (une force de la nature !). Ses deux passions sont la bonne nourriture et ses amis. Il est très complice avec Laffy. Avant d'être un Croco, il était lutteur de foire. Il porte un bonnet de laine rouge, rouge étant aussi sa couleur.

- Sir Mac Monk, de son prénom Allistar est le chef du STAR. C'est lui qui dirige les assemblées des Honorables Sages. Ces derniers et lui-même gardent les Perles du Savoir. Sa devise est « Risque tout, peur de rien », a pour totem Taureau sans peur et est marié à Lady Mac Monk. Il jure souvent des noms de primates.

- Les sept sages sorte de hauts conseillers du S.T.A.R. gardant les 7 perles du savoir. Ils parlent tous une sorte de langage codé « Shingrafilor Marilanoum Binor » que seul Sir Mac Monk comprend.

- Lady Mac Monk, prénommée Mellicent est la femme de Sir Mac Monk. Cependant, elle ne s'entend pas bien avec lui. Elle a beaucoup de caractère et peut aussi être naïve. Elle considère que les Crocos et Miss Janet sont des « bons à rien ». Elle est amie avec Alberta.

- Miss Janet fille du professeur Z, elle est la secrétaire de Sir Mac Monk. Cependant, en cachette de son patron, elle assiste souvent les Crocos dans leurs missions. En secret, elle aime Johnny.

- Professeur Z est un scientifique du STAR passionné par son travail. Il est un ami de jeunesse de Sir Mac Monk et le père de Miss Janet, il remplace Dr Craine.

- Alberta est une ballerine reconnue pour son spectacle Le lac des flamants roses. Prétentieuse, il lui arrive aussi d'être naïve. Elle est amie avec Lady, Mac, Monk.

- Cousin Harry est le cousin maladroit des Crocos. Il a un accent campagnard et aime la pêche. Il porte un tricorne.

- Cousine Lisa est la cousine de Laffy des Croccs.

- Roi Zoldan Ier est le roi de la Zoldanie, pays européen imaginaire, dont la capitale est Zoldan-Ville, où se situe le siège du STAR.

- Agent Esteban est un agent zoldanien du STAR.

- Le frère jumeau du Prince Maboul est le frère jumeau du prince emprisonné par celui-ci pour occuper le trône pour lui-même à la manière de la légende de l'Homme au masque de fer.

### Les «méchants»
- Dr Craine était un ancien scientifique du STAR qui a été renvoyé pour avoir tenté de vendre une de ses inventions aux forces du mal. Son repaire est une plate-forme pétrolière et il a deux sbires appelés Chertok et Ted Boo. Il a un bec d'acier et a une peur irrationnelle du noir. Il cherche à avoir les Perles du Savoir à tout prix.

- Chertok et Ted Boo sont les deux sbires du Dr Craine.

- Sharka est un requin anthropomorphe qui est en fait un espion solitaire. Il a comme repaire une île piégée gardée par des robots de son invention. Son but est d'être le plus riche par toutes les manières malhonnêtes possibles.

- Ronaldo est le dictateur du Banas Tropic, un territoire n'appartenant pas au STAR.

- Don Alfonso est un gangster réputé pour n'avoir jamais accompli ses crimes lui-même.

- Rodger est un robot méchant.

- Éra est une corneille méchante.

- Prince Maboul est le prince d'un pays voisin de la Zoldanie.

## Épisodes
1. Les larmes de Jade
2. Le dragon de feu
3. La fièvre de l'or
4. Zone interdite
5. Sur la piste de Craine
6. Au-delà du miroir
7. Un pari hasardeux
8. Opération danger
9. Le volcan maudit
10. Lady Mac Monk a disparu
11. Danger à minuit
12. Le labyrinthe infernal
13. S.O.S. Croco ne répond plus
14. Cousin Harry est de retour
15. GY-10, vol expérimental
16. Le monstre du Loch Ness
17. Mission au Tyrol
18. La nuit sans lune
19. Piège à Corfou
20. Le collier de la grande Alberta
21. La vengeance de Vulkain
22. Les faux monnayeurs
23. Le voyage de Lady Mac Monk
24. Qu'est-il arrivé à Miss Janet ?
25. L'orchidée du bouddha
26. Le secret des perles du savoir
27. La jeunesse de Sir Mac Monk
28. La banquise en danger
29. Les griffes d'émeraude
30. Le jour des crocos
31. Cousin Harry fait des siennes
32. Le géant du désert
33. La loi de Don Alfonso
34. Un croco peut en cacher un autre
35. Pas de repos pour Rodger
36. Craine et ses doubles
37. Section S.O.S. Croco
38. Il faut sauver la grande Alberta
39. Le masque des ténèbres
40. Sur la piste de Nordicra
41. La croisière australienne
42. 24 heures pour sauver le monde
43. Lady Mac Monk dit tout
44. Station spatiale non identifiée
45. Feu sur New-York
46. Exit Miss Janet
47. On a enlevé le Père Noël
48. Au cœur de la terre
49. Le parc aux illusions
50. La comète maudite
51. Le naufrage du Titan
52. On a volé la Tour Eiffel
53. Les pommes d'argent
54. L'important c'est de participer
55. Le mariage de Cousin Harry
56. Où est passée la Joconde ?
57. Par 4000 mètres de fond
58. Au secours de Nessie
59. La révolte de la Crocozore
60. Typhon sur les Bermudes
61. Le message du pharaon
62. Le secret du grand Kourouk
63. L'ultime vengeance
64. Le fantôme des Highlands
65. La vérité sur Max Mac Guffin

## Commentaires
- La voix de Laffy a changé dès l'épisode Un pari hasardeux (Gérard Rinaldi remplacé par Guillaume Lebon).
- On peut voir les Crocos enfants dans deux épisodes de Kangoo Juniors S1E28 et S1E29, ainsi que le générique de SOS Croco dans l'épisode 26 saison 1 de Kangoo Junior, par le procédé du caméo.
- On peut voir brièvement Junior (des Kangoo) dans l'épisode 6 Au-delà du miroir.
- Comme pour la série Triple Z et contrairement à Kangoo, Kangoo Junior et Chris Colorado, les humains ont totalement disparu pour laisser place à des animaux anthropomorphes.
- Dans l'épisode Le voyage de lady Mac Monk, le commentateur du Colisée ressemble à Roy Walter le reporter des Kangoo et frère du directeur de School Island dans Kangoo Junior.
- Épisode 37 - Section SOS Croco : au minutage 9:50, Barry est recherché au parc d'attraction « Animageland », allusion au studio d'animation Animage qui a produit pour AB Productions les séries Kangoo et SOS Croco.
- Épisode 38 - Il faut sauver la grande Alberta : Sir Mc Monk fait savoir aux Crocos que compte-tenu du caractère particulier de la mission, et que si malheur leur arrive, il "niera avoir eu connaissance de leurs activités". Allusion à l'avertissement célèbre donné dans la série américaine Mission : Impossible.